# 新庄東高等学校
新庄東高等学校（しんじょうひがしこうとうがっこう、Shinjō East High School）は、山形県新庄市にある私立高等学校。学校法人新庄学園が運営する。

## 設置学科
全日制課程
- Eコース
- Aコース
- Sコース
- Tコース

## 沿革
| 昭和40年4月16日  | 新庄東高等学校 創立                   |
| 昭和45年4月1日   | 衛生看護科 設置（定員120名認可）      |
| 昭和49年5月1日   | 創立10周年記念事業 体育館完成         |
| 昭和50年4月1日   | 特選科 設置                           |
| 昭和60年6月28日  | 創立20周年記念事業 多目的運動場完成   |
| 平成8年3月21日   | 創立30周年記念事業 新校舎完成         |
| 平成13年4月1日   | 福祉科・特選科国際コース設置          |
| 平成15年4月1日   | 特選科6Hコース設置 特選科7Hコース設置 |
| 平成17年4月16日  | 創立40周年記念式典 講演会             |
| 平成21年4月1日   | 普通科E・A・S・Tコース 設置           |
| 平成27年10月16日 | 創立50周年記念記念式典・コンサート    |
| 平成29年2月      | 新体育館 竣工                         |

## 所在地
- 〒996-0051 山形県新庄市松本596番地
  - JR新庄駅より徒歩約30分

## 卒業生
- 高橋敏郎 - 元プロ野球選手